# Boeing 737 Next Generation
Boeing 737 Next Generation (tiếng Việt: Boeing 737 Thế hệ Tiếp theo), thường được viết tắt là 737NG hoặc 737 Next Gen là máy bay thân hẹp một lối đi trang bị hai động cơ tuabin phản lực cánh quạt được sản xuất bởi Boeing Commercial Airplanes. Ra mắt vào năm 1993, là thế hệ thứ ba của Boeing 737, nó được sản xuất từ năm 1997 và là bản nâng cấp của dòng 737 Classic (−300 / -400 / -500).
Nó có cánh được thiết kế lại với diện tích lớn hơn, sải cánh rộng hơn, dung tích nhiên liệu lớn hơn và trọng lượng cất cánh tối đa cao hơn (MTOW). Nó được trang bị động cơ CFM56-7 CFM International, buồng lái màn hình hiển thị và có cấu hình nội thất được nâng cấp và thiết kế lại. Nó có phạm vi dài hơn và các biến thể lớn hơn so với người tiền nhiệm của nó: sê-ri bao gồm 4 biến thể: −600 / -700 / -800 / -900, chỗ ngồi từ 108 đến 215 hành khách. Cuộc cạnh tranh chính của 737NG là Airbus A320.
Tính đến ngày 30 tháng 11 năm 2019, tổng số 7.092 máy bay Boeing 737NG đã được đặt hàng,trong đó 7.046 đã được giao, với các đơn đặt hàng còn lại cho các biến thể-800 và -800A. Vào tháng 12 năm 2019, Boeing đã chuyển giao 737NG được chế tạo cuối cùng của mình cho KLM,được thay thế bởi Boeing 737 MAX là thế hệ thứ tư tiếp theo của dòng máy bay này

## Thiết kế
Cánh được thiết kế lại với phần cánh gió mới mỏng hơn, đồng thời lớn hơn và sải cánh tăng lên (4,9m) giúp tăng diện tích cánh lên 25%, đồng thời tăng tổng dung tích nhiên liệu lên 30%. Động cơ CFM56-7B mới êm hơn và tiết kiệm nhiên liệu hơn được sử dụng. MTOW cao hơn được cung cấp. 737NG bao gồm các bộ ổn định dọc được thiết kế lại và các cánh nhỏ có sẵn trên hầu hết các kiểu tương tự.
737NG bao gồm các phiên bản -600, -700, -800 và -900 với hiệu suất được cải thiện và tính phổ biến được giữ lại từ các mẫu 737 trước đó. Các cải tiến về cánh, động cơ và dung tích nhiên liệu kết hợp làm tăng tầm hoạt động của 737 từ (1.700 km) lên hơn (5.600 km), cho phép bay xuyên lục địa.
Hệ thống Speed Trim, được giới thiệu trên 737 Classic, đã được cập nhật cho 737NG để bao gồm chức năng nhận dạng. Ban đầu bị hạn chế trong các tình huống alpha cao, STS hoạt động ở bất kỳ tốc độ nào trên 737NG. STS được kích hoạt bởi cảm biến tốc độ không khí và ra lệnh mũi máy bay hướng xuống khi máy bay giảm tốc độ.

## Biến thể

### 737-600
Chiếc 737-600 được SAS ra mắt vào tháng 3/1995, với chiếc đầu tiên được giao vào tháng 9/1998. Tổng cộng 69 chiếc đã được sản xuất, với chiếc cuối cùng được giao cho WestJet vào năm 2006. Mẫu nhỏ nhất được cung cấp lúc đó là 737-700. 737-600 thay thế 737-500 và tương tự như Airbus A318.

### 737-700
Vào tháng 11/1993, Southwest Airlines là khách hàng đầu tiên với đơn đặt hàng 63 chiếc 737-700 và nhận chiếc đầu tiên vào tháng 12/1997. Nó thay thế chiếc 737-300 với sức chứa 126 hành khách ở hai hạng ghế hoặc 149 khách đồng hạng phổ thông, tương tự như Airbus A319.
Trong hành trình bay, nó đốt cháy 4.440 lb (2.010 kg) mỗi giờ ở Mach 0,785 (450 kts; 834 km/h) và FL410, tăng lên 4.620–4,752 lb (2.096–2.155 kg) ở Mach 0,80 – Mach 0,82 (459–470 kts; 850–871 km/h). Tính đến tháng 7/2018, tất cả các phiên bản 737-700 đều có đơn đặt hàng: 1,128 -700, 120 -700 BBJ, 20 -700C và 14 -700W. Đến tháng 6/2018, khoảng 1000 chiếc được đưa vào hoạt động: một nửa trong số đó thuộc hãng Southwest Airlines, tiếp theo là Westjet với 56 chiếc và United Airlines với 39 chiếc. Giá trị của một chiếc 737-700 mới vào khoảng $35 triệu từ năm 2008->2018. Một chiếc máy bay được định giá với giá $15,5 triệu vào năm 2016 và $12 triệu vào năm 2018 và sẽ được loại bỏ với giá $6 triệu vào năm 2023.

#### 737-700ER
Boeing ra mắt máy bay 737-700ER (Bay tầm xa) vào ngày 31/1/2006, với All Nippon Airways là khách hàng đầu tiên. Lấy cảm hứng từ máy bay Boeing Business Jet, nó có thân máy bay 737-700 với cánh và bộ phận hạ cánh của 737-800. Khi được trang bị chín thùng nhiên liệu phụ, nó có thể chứa 10.707 gallon (40.530 L) nhiên liệu và với 171.000 lb (77.565 kg) MTOW, nó có tầm bay đạt được 10.695 km với 48 chỗ ngồi cao cấp trong một hạng ghế. Điều này cũng làm giảm đáng kể khả năng tải trọng hàng hóa từ 27,4 đến 4,7 m3, tải trọng giao dịch tăng phạm vi hoạt động. Chiếc đầu tiên được giao vào ngày 16/2/2007 cho ANA với 24 ghế hạng thương gia và 24 ghế hạng phổ thông cao cấp. Một chiếc 737-700 thường có thể chứa 126 hành khách ở hai hạng ghế. Nó tương tự như chiếc Airbus A319LR.

### 737-800
Boeing 737-800 là một phiên bản kéo dài của 737-700 thay thế cho 737-400. 737-800 cạnh tranh chủ yếu với Airbus A320. 737-800 có sức chứa 162 hành khách trong hai hạng khách hoặc 189 hành khách đồng hạng. 737−800 được ra mắt vào ngày 5/9/1994. Khách hàng đầu tiên là Hapag-Lloyd Flug (nay là TUIfly) đã nhận được chiếc đầu tiên vào tháng 4/1998.
737-800 đốt cháy 850 US gallon (3.200 L) nhiên liệu bay mỗi giờ — khoảng 80% lượng nhiên liệu mà máy bay MD-80 sử dụng trên một chuyến bay tương đương, đồng thời chở nhiều hành khách hơn. Airline Monitor, một ấn phẩm trong ngành, trích dẫn mức đốt nhiên liệu của 737-800 là 4,88 US gal (18,5 L) cho mỗi ghế trong mỗi giờ, so với 5,13 US gal (19,4 L) của A320. Vào năm 2011, United Airlines bay chiếc Boeing 737-800 từ Houston đến Chicago đã vận hành chuyến bay thương mại đầu tiên của Hoa Kỳ chạy bằng sự pha trộn giữa nhiên liệu sinh học có nguồn gốc từ tảo và nhiên liệu máy bay phản lực truyền thống để giảm lượng khí thải carbon.
Đầu năm 2017, một chiếc 737-800 mới được định giá $48,3 triệu, giảm xuống dưới $47 triệu vào giữa năm 2018. Đến năm 2025, một chiếc 737-800 17 tuổi sẽ có trị giá $9,5 triệu và được cho thuê với giá $140.000 mỗi tháng.
Tính đến tháng 5/2019, Boeing đã giao 4.979 chiếc 737-800: 116 chiếc 737-800 và 21 chiếc 737-800 BBJ2 và có 12 đơn hàng 737-800 chưa được thực hiện. 737-800 là biến thể phổ biến nhất của 737NG và là loại máy bay thân hẹp được sử dụng rộng rãi nhất.

#### 737-800BCF
Vào tháng 2/2016, Boeing đã khởi động chương trình chuyển đổi hành khách sang vận chuyển hàng hóa ký hiệu là 737-800BCF (dành cho Boeing Conversion Freighter). Boeing nhận được đơn đặt hàng cho 55 chiếc, với chiếc máy bay chuyển đổi đầu tiên sẽ được giao vào cuối năm 2017. Chiếc máy bay đầu tiên đã được chuyển giao cho West Atlantic vào tháng 4/2018.
Tại Farnborough Airshow 2018, GECAS đã công bố một thỏa thuận cho 20 đơn đặt hàng và 15 đơn đặt hàng tùy chọn cho 737-800BCF, nâng cam kết lên 50 máy bay. Tổng số đơn đặt hàng và cam kết bao gồm 80 máy bay. Kể từ khi máy bay 737NG sớm có mặt trên thị trường, chúng đã được tiếp thị tích cực để chuyển đổi thành máy bay chở hàng thông qua thiết kế Boeing Conversion Freighter vì tính kinh tế vận hành hấp dẫn do chi phí vận hành thấp và sự sẵn có của các phi công được chứng nhận trên cùng một máy bay.
Các sửa đổi đối với khung máy bay 737-800BCF bao gồm lắp đặt cửa hàng lớn, hệ thống xếp dỡ hàng hóa và chỗ ngồi bổ sung cho phi hành đoàn hoặc hành khách không bay. Máy bay được thiết kế để bay tới 3.695 km với MTOW là 174.100 lb (79.000 kg).

#### 737-800SF
Năm 2015, Boeing đã khởi động chương trình chuyển đổi hành khách sang vận chuyển hàng hóa 737-800SF với Aeronautical Engineers Inc (AEI). Việc chuyển đổi có thể được hoàn thành bởi AEI hoặc các bên thứ ba như HAECO. GECAS là khách hàng đầu tiên. Nó có trọng tải 52.800 lb (23,9 tấn) và tầm bay đạt 3.750 km. Nó đã nhận được giấy chứng nhận loại bổ sung từ FAA vào đầu năm 2019. Vào tháng 3/2019, chiếc máy bay chuyển đổi AEI đầu tiên đã được chuyển giao cho Ethiopian Airlines theo hợp đồng thuê từ GECAS. Bên cho thuê máy bay Macquarie AirFinance đã đặt hàng 4 chiếc 737-800SF vào tháng 3/2021.

### 737-900
Boeing giới thiệu 737-900, biến thể dài nhất cho đến nay. 737−900 vẫn giữ nguyên cấu hình cửa của 737−800, sức chứa chỗ ngồi được giới hạn ở 189 ghế trong cùng một hàng nhiều hơn so với 177 ghế ở hai hạng. Alaska Airlines là khách hàng đầu tiên nhận vào ngày 15/5/2001. 737-900 cũng giữ lại MTOW và dung tích nhiên liệu của 737−800.

#### 737-900ER
737-900ER (tầm bay xa) hoặc được gọi là 737-900X trước khi ra mắt, là phiên bản bổ sung mới nhất và là biến thể lớn nhất của dòng Boeing 737 NG. Nó được giới thiệu để đáp ứng phạm vi và sức chứa hành khách do chiếc 757-200 đã ngừng sản xuất và để cạnh tranh trực tiếp với Airbus A321. 6 cửa thoát hiểm chính, 4 cửa thoát hiểm nhỏ ngay giữa máy bay và một vách ngăn áp suất phẳng phía sau giúp tăng sức chứa chỗ ngồi lên 180 hành khách trong cấu hình hai hạng ghế. Nó có thể chứa tới 220 hành khách trong cấu hình đồng hạng.
Chiếc 737-900ER đầu tiên được đưa ra khỏi nhà máy Renton, Washington, vào ngày 8/8/2006, với khách hàng đầu tiên là Lion Air (một hãng hàng không giá rẻ của Indonesia). Hãng đã nhận chiếc máy bay này vào ngày 27/4/2007. Lion Air có đơn đặt hàng 103 chiếc Boeing 737-900ER tính đến tháng 9/2017. Các hãng khai thác chủ yếu là các hãng hàng không Hoa Kỳ và Lion Air.
Tháng 5 năm 2019, 52 chiếc 737-900, 504 chiếc 737-900ER và 7 chiếc 737-900 BBJ3 đã được giao. Vào tháng 10/2018, một chiếc 737-900ER 10 năm tuổi trị giá $19,4 triệu và được cho thuê với giá $180.000 mỗi tháng trong vòng 8 năm, thấp hơn 737-800, trong khi Airbus A321 có phí bảo hiểm cao hơn Airbus A320. Đến năm 2025, một chiếc 737-900ER 17 năm tuổi trị $8,5 triệu với hợp đồng thuê $120.000, thấp hơn $1 triệu và $20.000 mỗi tháng so với chiếc 737-800 cùng tuổi và có thể được ngừng khiai thác hoặc chuyển đổi thành chuyên cơ vận tải.

### Boeing Business Jet
Vào cuối những năm 1980, Boeing đã tiếp thị máy bay phản lực Boeing 77-33, một phiên bản máy bay phản lực kinh doanh của 737-300. Cái tên chỉ tồn tại trong thời gian ngắn. Sau khi giới thiệu dòng máy bay thế hệ tiếp theo, Boeing đã giới thiệu dòng máy bay Boeing Business Jet (BBJ). BBJ1 có kích thước tương tự như 737-700 nhưng có các tính năng bổ sung, bao gồm cánh và bộ hạ cánh mạnh hơn 737-800, đồng thời tăng tầm bay (thông qua việc sử dụng thùng nhiên liệu phụ) so với các mẫu 737 khác nhau. Chiếc BBJ đầu tiên ra mắt vào ngày 11/8/1998 và bay lần đầu tiên vào ngày 4/9/1998.
Vào ngày 11/10/1999, Boeing ra mắt chiếc BBJ2. Dựa trên 737-800, nó dài hơn 5,84 m so với BBJ1, với không gian cabin nhiều hơn 25% và không gian hành lý gấp đôi, nhưng đã giảm một chút tầm bay. Nó cũng được trang bị thùng nhiên liệu phụ ở bụng và cánh nhỏ. Chiếc BBJ2 đầu tiên được chuyển giao vào ngày 28/2/2001.
Máy bay BBJ3 dựa trên máy bay 737-900ER. Vào tháng 1/2014, 3 chiếc 737-900ER đã chuyển cấu hình thành máy bay phản lực thương mại BBJ3 cho khách hàng Saudi. BBJ3 dài hơn khoảng 16 feet so với 737-800 / BBJ2 và có tầm bay ngắn hơn một chút.

## Tai nạn và sự cố
- 4 tháng 5 năm 2019, Chuyến bay 293 của Miami Air là một chuyến bay thuê quân sự từ Căn cứ Hải quân vịnh Guantánamo đến Naval Air Station Jacksonville với 143 hành khách và phi hành đoàn, đã bị trượt khỏi đường băng xuống sông St. John khi đang hạ cánh trong điều kiện thời tiết có dông. Chỉ có 21 người bị thương nhẹ nhưng không có người tử vong.
- 8 tháng 1 năm 2020, Chuyến bay 752 của Ukraine International Airlines khai thác dòng Boeing 737-800 khởi hành từ Sân bay quốc tế Imam Khomeini Tehran đến Kiev Ukraina đã bị bắn rơi ngay sau khi cất cánh khiến 176 hành khách và phi hành đoàn trên máy bay thiệt mạng. Ngày 11/1/2020, giới chức quân sự Iran thừa nhận đã vô ý bắn rơi máy bay này và sẽ xử lý những người có liên quan.
- 5 tháng 2 năm 2020, Chuyến bay 2193 của Pegasus Airlines khai thác dòng Boeing 737-800 khởi hành từ Izmir đã trượt khỏi đường băng khi hạ cánh xuống Sân bay quốc tế Sabiha Gökçen. Tai nạn khiến 3 người thiệt mạng, 179 người bị thương và máy bay bị đứt thành 3 phần.
- 7 tháng 8 năm 2020, Chuyến bay 1344 của Air India Express khai thác dòng Boeing 737-800 trượt khỏi cuối đường băng đâm vào một hẻm núi và bị vỡ thành hai mảnh khi đang hạ cánh tại Sân bay quốc tế Calicut trong điều kiện thời tiết mưa lớn. Trong số 191 người trên máy bay (185 hành khách và 6 phi hành đoàn), 17 người (bao gồm hai phi công) đã thiệt mạng.
- 20 tháng 2 năm 2021, một chiếc Boeing 737-800 của Air India Express đâm vào cột đèn pha tại Vijayawada khi đang trong quá trình lăn vào nhà ga. Máy bay chỉ bị hư hỏng nhẹ, không có người bị thương vong.
- 23 tháng 5 năm 2021, Chuyến bay 4978 của Ryanair khai thác dòng Boeing 737-800 (mã đăng kí SP-RSM) cất cánh từ Athens đến Vilnius. Do một báo cáo sai về việc có bom, một chiếc MiG-29 của Không quân Belarus đã được cử đến hộ tống chiếc máy bay này đến Minsk, mặc dù thực tế là nó đã ở gần Vilnius hơn. Một trong những hành khách, nhà hoạt động đối lập Roman Protasevich, sau đó đã bị bắt ở Minsk, dẫn đến cáo buộc khủng bố nhà nước Belarus.
- 21 tháng 3 năm 2022, Chuyến bay 5735 của China Eastern Airlines khai thác dòng Boeing 737-800 đã bị rơi xuống sườn núi tại huyện Đằng, Ngô Châu, Quảng Tây khi đang thực hiện hành trình từ Côn Minh đến Quảng Châu với 132 hành khách và phi hành đoàn.
- 3 tháng 4 năm 2022, Chuyến bay 2664 của Malaysia Airlines khai thác dòng Boeing 737-800 từ Kuala Lumpur đến Tawau bị bổ nhào hai lần sau khi cất cánh khoảng 30 phút. Máy bay sau đó đã phải quay đầu do các vấn đề kỹ thuật và thời tiết xấu trên đường bay.

## Thông số kỹ thuật
| Biến thể                   | 737-600 | 737-700 | 737-800 | 737-900ER |
| -------------------------- | --- | --- | --- | --- |
| Buồng lái                  | 2 | 2 | 2 | 2 |
| Cấu hình 2 hạng ghế        | 108 (8C - 100Y) | 128 (8C - 120Y) | 160 (12C - 148Y) | 177 (12C - 165Y) |
| Cấu hình 1 hạng ghế        | 123 - 130 | 140 - 148 | 175 - 184 | 177 - 215 |
| Số ghế tối đa              | 149 | 149 | 189 | 220 |
| Chiều rộng ghế             | Hạng Thương Gia: 22 in / 56 cm; Phổ Thông: 17 in / 43 cm                                                                     | Hạng Thương Gia: 22 in / 56 cm; Phổ Thông: 17 in / 43 cm                                                                     | Hạng Thương Gia: 22 in / 56 cm; Phổ Thông: 17 in / 43 cm                                                                     | Hạng Thương Gia: 22 in / 56 cm; Phổ Thông: 17 in / 43 cm                                                                     |
| Chiều dài máy bay          | 102 ft 6 in / 31.24 m | 110 ft 4 in / 33.63 m | 129 ft 6 in / 39.47 m | 138 ft 2 in / 42.11 m |
| Chiều cao máy bay          | 41 ft 3 in / 12.57 m | 41 ft 3 in / 12.57 m | 41 ft 2 in / 12.55 m | 41 ft 2 in / 12.55 m |
| Sải cánh                   | Span: 112 ft 7 in / 34.32 m, with winglets: 117 ft 5 in / 35.79 m; Area: 124.60 m2 (1,341.2 sq ft); Sweepback: 25°; AR: 9.44 | Span: 112 ft 7 in / 34.32 m, with winglets: 117 ft 5 in / 35.79 m; Area: 124.60 m2 (1,341.2 sq ft); Sweepback: 25°; AR: 9.44 | Span: 112 ft 7 in / 34.32 m, with winglets: 117 ft 5 in / 35.79 m; Area: 124.60 m2 (1,341.2 sq ft); Sweepback: 25°; AR: 9.44 | Span: 112 ft 7 in / 34.32 m, with winglets: 117 ft 5 in / 35.79 m; Area: 124.60 m2 (1,341.2 sq ft); Sweepback: 25°; AR: 9.44 |
| Thân máy bay               | Chiều rộng máy bay: 12 ft 4 in (3,76 m); Chiều rộng cabin: 11 ft 7 in (3,53 m); Chiều cao cabin: 86.6 in (2.20 m)            | Chiều rộng máy bay: 12 ft 4 in (3,76 m); Chiều rộng cabin: 11 ft 7 in (3,53 m); Chiều cao cabin: 86.6 in (2.20 m)            | Chiều rộng máy bay: 12 ft 4 in (3,76 m); Chiều rộng cabin: 11 ft 7 in (3,53 m); Chiều cao cabin: 86.6 in (2.20 m)            | Chiều rộng máy bay: 12 ft 4 in (3,76 m); Chiều rộng cabin: 11 ft 7 in (3,53 m); Chiều cao cabin: 86.6 in (2.20 m)            |
| OEW                        | 80,200 lb / 36,378 kg | 83,000 lb / 37,648 kg | 91,300 lb / 41,413 kg | 98,495 lb / 44,677 kg |
| MTOW                       | 144,500 lb / 65,544 kg | 154,500 lb / 70,080 kg | 174,200 lb / 79,016 kg | 187,700 lb / 85,139 kg |
| Sức chứa nhiên liệu tối đa | 6,875 USG / 26,022 L | 6,875 USG / 26,022 L | 6,875 USG / 26,022 L | 7,837 USG / 29,666 L |
| Khoang hàng hóa            | 720 ft³ / 20.4 m³ | 966 ft³ / 27.4 m³ | 1,555 ft³ / 44.1 m³ | 1,826 ft³ / 51.7 m³ |
| Độ dài chạy cất cánh       | 6.161 ft (1.878 m) | 6.699 ft (2.042 m) | 7.598 ft (2.316 m) | 9.800 ft (3.000 m):159 |
| Tốc độ hành trình (Mach)   | Mach 0.785 (453 kn; 838 km/h)                                                                                                | Mach 0.781 (450 kn; 834 km/h)                                                                                                | Mach 0.789 (455 kn; 842 km/h)                                                                                                | Mach 0.79 (455 kn; 844 km/h)                                                                                                 |
| Tầm bay                    | 3,235 nmi (5,991 km) | 3,010 nmi (5,575 km) | 2,935 nmi (5,436 km) | 2,950 nmi (5,463 km) |
| Động cơ (×2)               | CFM56-7B18/20/22 | CFM56-7B20/22/24/26/27 | CFM56-7B24/26/27 | CFM56-7B24/26/27 |
| Lực đẩy (×2)               | 20,000–22,000 lbf 0,08896–0,09786 kN                                                                                         | 20,000–26,000 lbf 0,08896–0,11565 kN                                                                                         | 24,000–27,000 lbf 0,10676–0,12010 kN                                                                                         | 24,000–27,000 lbf 0,10676–0,12010 kN                                                                                         |
| Lực đẩy tối đa             | 5,960 lbf (0,02651 kN) (climb)                                                                                               | 5,960 lbf (0,02651 kN) (climb)                                                                                               | 5,960 lbf (0,02651 kN) (climb)                                                                                               | 5,960 lbf (0,02651 kN) (climb)                                                                                               |
| Kích thước động cơ         | Đường kính đầu quạt: 61 in (155 cm), chiều dài: 103.50 in (263 cm)                                                           | Đường kính đầu quạt: 61 in (155 cm), chiều dài: 103.50 in (263 cm)                                                           | Đường kính đầu quạt: 61 in (155 cm), chiều dài: 103.50 in (263 cm)                                                           | Đường kính đầu quạt: 61 in (155 cm), chiều dài: 103.50 in (263 cm)                                                           |
| Engine ground clearance    | 18 in / 46 cm | 18 in / 46 cm | 19 in / 48 cm | 19 in / 48 cm |
| Mã ICAO                    | B736 | B737 | B738 | B739 |